# Kyphosus sydneyanus
Espèce
Statut de conservation UICN

LC : Préoccupation mineure
Kyphosus sydneyanus est une espèce de poissons de la famille des Kyphosidae. C’est une espèce qui se trouve principalement dans l’océan Indien ainsi que dans l’océan Pacifique. 

## Description

### Caractéristiques principales
Kyphosus sydneyanus a une longueur maximale de 80 cm. Son poids moyen est de 1,1 kg. Il peut vivre jusque 50-60 ans.

### Morphologie et anatomie

#### Corps
Kyphosus sydneyanus présente un corps ovale à circulaire en vue latérale. Son corps n'est pas comprimé. Ce poisson a une petite tête pointue et une bosse distincte sur l'avant de celle-ci lorsqu'elle est vue de profil.
La bouche terminale est légèrement oblique et la région inter-orbitaire est relativement large. Les dents sont lancéolées et ressemblent à des incisives et elles sont disposées en une seule rangée sur la mâchoire supérieure et inférieure. Un plus petit groupe de petites dents coniques sont disposées en trois ou quatre rangées sur le toit et le plancher de la bouche, situées bien en arrière de la rangée externe avant des dents.
La nageoire dorsale a dix ou onze épines et onze à douze rayons mous tandis que la nageoire anale possède trois épines et dix à douze rayons mous. La base de la partie épineuse de la nageoire dorsale est plus longue que la base de la partie molle et la base de la nageoire anale est courte. Ensuite, la nageoire caudale n'est pas profondément émarginée, les lobes ayant tendance à être légèrement arrondis. Le pédoncule caudal, lui, est court et profond. Enfin, la nageoire pelvienne est presque aussi longue que la nageoire pectorale.
Les écailles sont rugueuses et couvrent la région inter-orbitaire et la région post-orbitaire, la joue et l'opercule, et la partie postérieure du corps jusqu'à la nageoire caudale.

#### Couleur
Cette espèce a un corps gris et argenté avec un reflet vert olive dorsalement. Sa tête a une couleur plus verdâtre. Ses nageoires impaires sont plus sombres. Ses yeux sont de couleur brun à brun-jaune. Les espèces juvéniles sont de couleur vert à gris et présentent de nombreuses taches blanches sur le corps.

## Comportement

### Alimentation
Cette espèce est herbivore et se nourrit principalement d’algues brunes (telles que Ecklonia radiata) et d’algues rouges. Afin de digérer cela correctement, elle possède une chambre intestinale à charnière hautement vascularisée séparée par un sphincter. C’est à cet endroit que la fermentation microbienne pourra se faire.

### Reproduction
C’est une reproduction sexuée et comme toutes les espèces du genre Kyphosus, Kyphosus sydneyanus est ovipare et gonochorique.

## Écologie

### Répartition et habitat
C’est une espèce diurne qui se trouve principalement dans le Sud-Est de l’océan Indien ainsi que dans le Sud-Ouest de l’océan Pacifique, près de l’Australie et de la Nouvelle-Zélande. C’est une espèce qui se trouve principalement dans les eaux côtières sur les récifs rocheux jusqu’à environ 20 m de profondeur dans les eaux tempérées et subtropicales. Il se plait dans des eaux entre 13,3° et 24,9 °C.
C’est une espèce qui peut être trouvée en tant qu’individu solitaire mais aussi en grands bancs avec d’autres espèces telles que Kyphosus gladius et Kyphosus bigibbus en Australie occidentale et Kyphosus bigibbus à l’est de l’Australie et au nord de la Nouvelle-Zélande.

### Rôle écosystémique
Ce poisson herbivore consomme de grandes algues ce qui est important dans les récifs coralliens pour réguler la compétition algues-coraux, en évitant que les algues ne prennent le dessus.

## Relation avec l'Homme
Cette espèce est difficile à capturer pour les pêcheurs et apparait en nombre autour des rochers océaniques où il y a beaucoup de mouvement dans l'eau. Ces poissons sont appréciés par certains pêcheurs en raison de leurs capacités de combat exceptionnelles. Le tambour est un poisson très puissant qui nage à une vitesse spectaculaire lorsqu'il est accroché. Ils mordent avec méfiance mais se précipitent vers les rochers pour s'y réfugier dès qu'on les attrape. Cependant, la plupart des gens considèrent que sa chair n'est pas comestible. De fait, la chair est grisâtre, sèche et dégage une odeur désagréable et plus le poisson est gros, plus sa chair est mauvaise.

## Systématique
Le nom valide complet (avec auteur) de ce taxon est Kyphosus sydneyanus (Günther, 1886),.
Cette espèce a été classée initialement sous le genre Pimelepterus, sous le protonyme Pimelepterus sydneyanus Günther, 1886,.
Kyphosus sydneyanus a pour synonymes :
- Cridorsa moonta Whitley, 1938
- Kyphosis sydneyanus (Günther, 1886)
- Kyphosus diemenensis Scott, 1971
- Pimelepterus meridionalis Ogilby, 1887
- Pimelepterus sydneyanus Günther, 1886

## Publication originale
- (en) Albert Günther, « Note on Pachymetopon and the Australian Species of Pimelepterus », Annals and magazine of natural history; zoology, botany, and geology, Londres, 5e série, vol. 18, no 107,‎ 1886, p. 367-368 (ISSN 0374-5481, lire en ligne, consulté le 23 octobre 2023).